# La Roca (Granera)
La Roca és una masia del terme municipal de Granera, a la comarca catalana del Moianès. Pertany a la parròquia de Sant Martí de Granera.
Està situada a 608 metres d'altitud, en el sector sud-occidental del terme, a ponent del poble de Granera i a prop del límit amb Monistrol de Calders. És a migdia de la masia del Coll, a l'extrem de ponent de la Carena de la Roca. Està situada a l'esquerra del torrent de la Roca i a la dreta del Sot de Sant Martí.
S'hi accedeix per camins rurals en bon estat tant des de Granera com des de Monistrol de Calders. Des dels pobles s'hi pot arribar pel Camí de Monistrol de Calders a Granera; a 1,1 quilòmetres de Granera, a les Vinyes, 700 metres abans i al sud-est de la masia del Coll i al nord-oest de les Roques de Caldat, surt un camí rural en estat irregular que baixa cap al sud, fent giragonses, per travessar el torrent de la Roca i pujar cap a la Carena de la Roca, travessant la Baga de la Roca i arribar a la masia en 1,2 quilòmetres.
També s'hi pot arribar des de Monistrol de Calders per un altre camí: el que des de l'extrem meridional de la Urbanització Masia del Solà ressegueix aigües amunt el torrent de l'Om fins a l'extrem del terme, al sud de Pins Grossos, des d'on cal seguir cap a llevant travessant el torrent per pujar a la masia, que és a prop, perfectament visible, enlairada damunt del fons de la vall.